# Miniopterus griffithsi
Miniopterus griffithsi (Goodman, Maminirina, Bradman, Christidis & Appleton, 2010) è un pipistrello della famiglia dei Miniotteridi endemico del Madagascar.

## Descrizione

### Dimensioni
Pipistrello di piccole dimensioni, con la lunghezza totale tra 122 e 128 mm, la lunghezza dell'avambraccio tra 48 e 50 mm, la lunghezza della coda tra 54 e 63 mm, la lunghezza del piede di 8 mm, la lunghezza delle orecchie tra 13 e 14 mm e un peso fino a 15,5 g.

### Aspetto
La pelliccia è lunga e setosa. Le parti dorsali sono marroni, più chiare nella parte anteriore, mentre le parti ventrali sono marroni chiare. Le orecchie sono piccole, triangolari e con l'estremità smussata. Il trago è lungo, con l'estremità arrotondata leggermente piegata verso il basso e una flangia lungo il margine esterno. Le membrane alari sono marroni scure. La coda è molto lunga ed è completamente inclusa nell'ampio uropatagio, il quale è ricoperto da piccole macchie più chiare. Il calcar è privo di carenatura. 

### Ecolocazione
Emette ultrasuoni a basso ciclo di lavoro con impulsi di breve durata a frequenza modulata iniziale di 61–99 kHz, finale di 40 kHz e massima energia a 43,5-45,3 kHz.

## Biologia

### Comportamento
Si rifugia all'interno di grotte e fessure rocciose. Durante la stagione secca accumula del grasso sottocutaneo per sopperire alla scarsità di prede.

### Alimentazione
Si nutre di insetti.

## Distribuzione e habitat
Questa specie è diffusa nell'estrema parte meridionale del Madagascar a sud del fiume Onilahy.
Vive nelle foreste spinose e nelle foreste a galleria.

## Conservazione
Questa specie, essendo stata scoperta solo recentemente, non è stata sottoposta ancora a nessun criterio di conservazione.